# John Demjanjuk

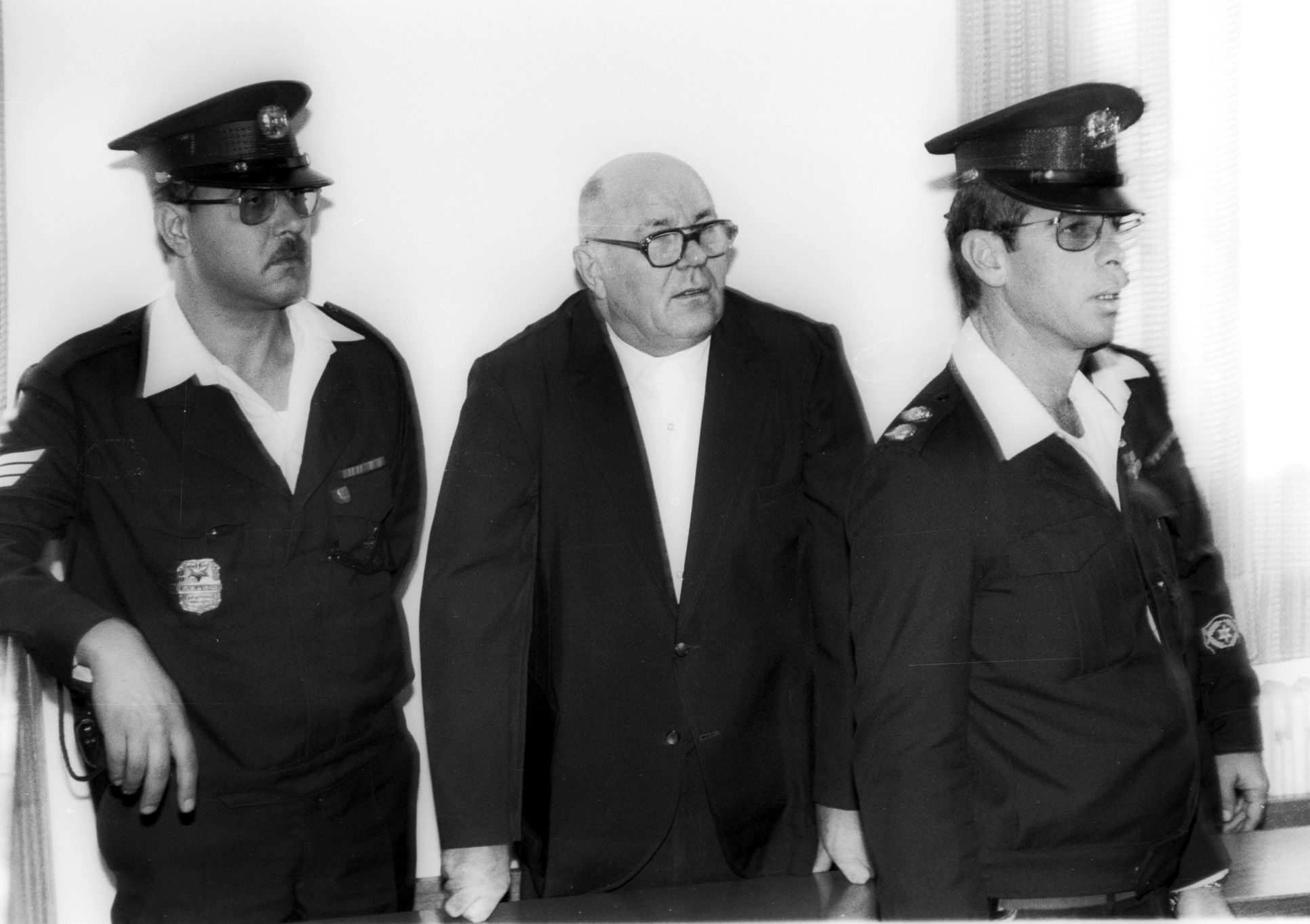
John Demjanjuk während des Prozesses in Jerusalem, 1986

John Demjanjuk (ukrainisch Іван Миколайович Дем'янюк, wiss. Transliteration Ivan Mykolajovyč Demjanjuk; * 3. April 1920 in Dubowi Macharynzi als Iwan Mykolajowytsch Demjanjuk, Ukrainische Sozialistische Sowjetrepublik; † 17. März 2012 in Bad Feilnbach, Deutschland) war während des Zweiten Weltkrieges ein ukrainischer Soldat der Roten Armee. Nach seiner Gefangennahme durch die deutsche Wehrmacht im Jahr 1942 diente er als Hilfswilliger. Er gehörte zu den Hilfstruppen der SS, die Personal für den Betrieb der Konzentrationslager stellten. In der unmittelbaren Nachkriegszeit lebte er für kurze Zeit in dem damaligen Sammel-Auffanglager Ganghofersiedlung im Ortsteil „Kumpfmühl-Ziegetsdorf-Neuprüll“ in Regensburg, wo er auch heiratete.
Ab 1952 lebte Demjanjuk in den USA. Von dort wurde er 1986 nach Israel überstellt und hier wegen angeblicher Verbrechen im Vernichtungslager Treblinka zum Tode verurteilt. Auf seine Berufung hin änderte der Oberste Gerichtshof Israels 1993 dieses Urteil und sprach ihn frei, weil er verwechselt worden war: In Treblinka sei er jedenfalls nicht Aufseher gewesen. Er kehrte daraufhin in die USA zurück.
Im Jahr 2009 wurde Demjanjuk nach Deutschland ausgeliefert und dort für seine Tätigkeit im Vernichtungslager Sobibor als erster und bisher einziger nichtdeutscher untergeordneter NS-Befehlsempfänger vor Gericht gestellt. Am 12. Mai 2011 verhängte das Landgericht München II wegen Beihilfe zum Mord an 28.060 Menschen eine Gesamtfreiheitsstrafe von fünf Jahren. Dabei konnte Demjanjuk keine konkrete Tat individuell zugeschrieben werden, aber das Gericht betrachtete bereits seinen Dienst in Sobibor 1943 als ausreichend für eine Verurteilung, da Demjanjuk dort „Teil der Vernichtungsmaschinerie“ gewesen sei. Das Urteil wurde nicht rechtskräftig: Demjanjuk starb, bevor über die von ihm und der Staatsanwaltschaft eingelegten Revisionen entschieden war.

## Leben

### Bis Kriegsende

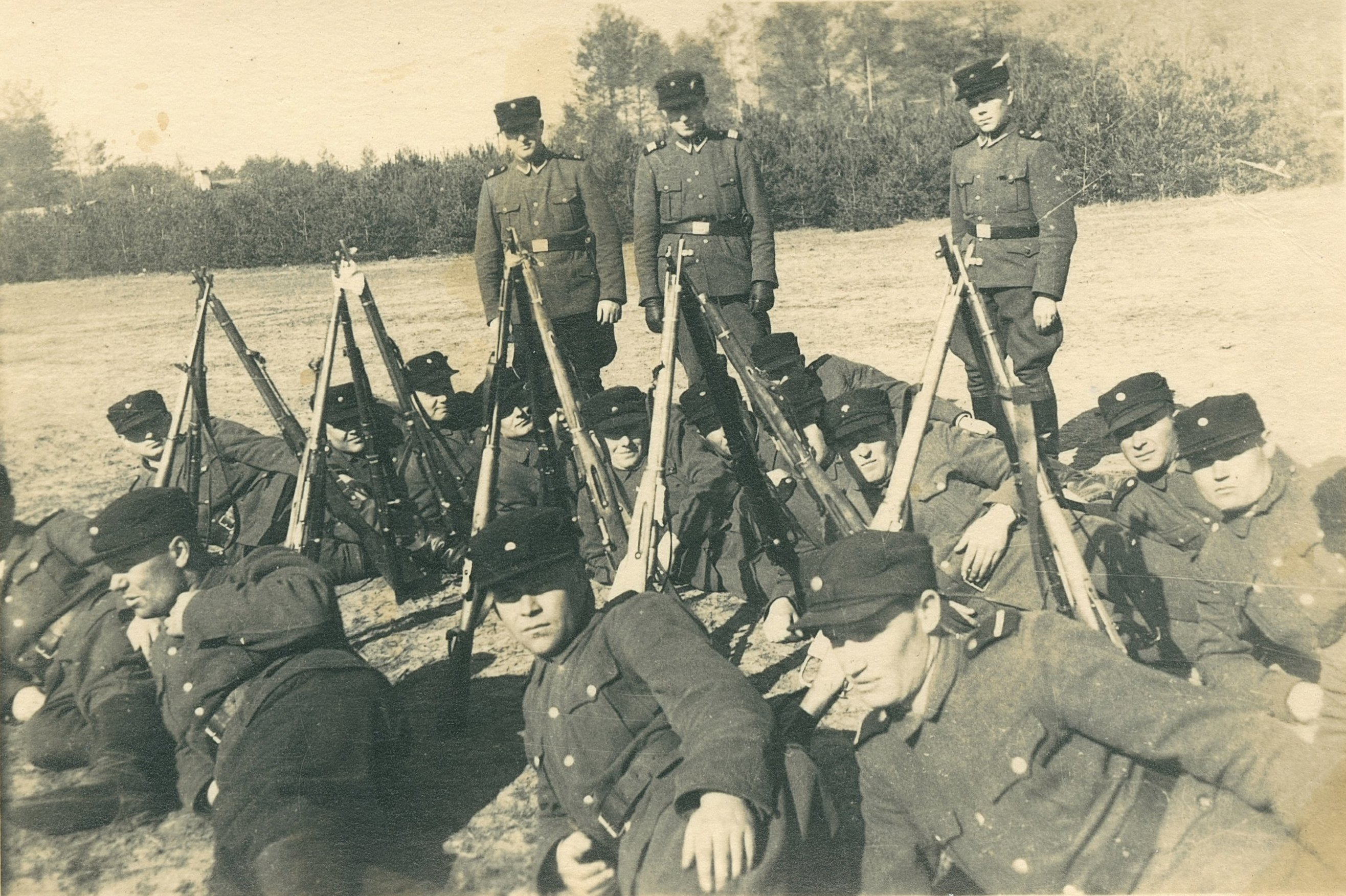
Trawniki-Wachen in Sobibor 1943. Demjanjuk möglicherweise der Wachmann in der Mitte der ersten Reihe, er wurde aber nicht zweifelsfrei identifiziert.

Nach Abschluss einer vierjährigen Schulzeit arbeitete Demjanjuk als Traktorist in einer Kolchose. 1940 wurde er von der Roten Armee eingezogen und geriet im Mai 1942 bei der Schlacht von Kertsch in deutsche Kriegsgefangenschaft. Er kam in ein Kriegsgefangenenlager bei Chełm, wo die SS ihn vermutlich als sogenannten Hilfswilligen rekrutierte. Im Zwangsarbeitslager Trawniki erhielt er eine militärische Ausbildung, anschließend vereidigte ihn die SS. Seine erste Aufgabe war die Bewachung jüdischer Zwangsarbeiter in der Landwirtschaft. Kurz darauf war Demjanjuk vermutlich im KZ Majdanek eingesetzt, unklar ist, in welchem Bereich. Am 27. März 1943 soll er in das Vernichtungslager Sobibor abkommandiert worden sein, dort als einer von etwa 130 Hilfswilligen unter dem Kommando von 20 bis 30 Deutschen gedient haben und mit der Außensicherung betraut gewesen sein. Anfang Oktober 1943 durch die SS ins bayerische KZ Flossenbürg versetzt, war er in diesem Zusammenhang auch als Wache im KZ-Außenlager Regensburg tätig. Dann diente Demjanjuk wohl noch kurz in der auf deutscher Seite kämpfenden Russischen Befreiungsarmee (Wlassow-Armee).

### Nach dem Krieg
Im Mai 1945 nach Kriegsende stellte sich Demjanjuk im Lager für „Displaced Persons“ (DP) in Landshut vor. Im Juli 1947 war er Lastwagenfahrer für die US Truck Company 1049 in Regensburg und heiratete die Ukrainerin Wera, die er in einem DP-Lager kennengelernt hatte. Über Bad Reichenhall und Feldafing kam er am 14. September 1949 nach Ulm, wo laut Geburtsregister am 7. April 1950 in der als Lager genutzten Sedankaserne seine Tochter geboren wurde. Im Oktober 1950 versuchte Demjanjuk erstmals über das Resettlement Center in Ludwigsburg in die Vereinigten Staaten auszuwandern, kehrte aber wegen Tuberkulose-Verdachts nach Ulm zurück. Erst am 29. Januar 1952 reiste die Familie über Bremerhaven aus. Dort änderte Demjanjuk seinen Vornamen von Iwan auf John. Im November 1958 erhielt er die US-Staatsbürgerschaft. Er lebte mit seiner Frau zunächst in Indiana, später in Seven Hills, Cuyahoga County, Ohio, wo er als Produktionshelfer bei Ford arbeitete.
1975 schickte die sowjetische Regierung an US-Senatoren eine Liste mit 70 Namen angeblicher NS-Kollaborateure, die in die USA emigriert waren, auf der auch Demjanjuk stand.
Im Sommer 1976 veröffentlichte eine in New York erscheinende ukrainische Zeitschrift die Aussage Ignat Daniltschenkos, eines verurteilten Sobibor-Wächters, er habe dort gemeinsam mit Demjanjuk Dienst versehen. 1977 gelangten die US-Behörden an eine Kopie seines Dienstausweises mit seinen Einsatzorten. Darüber hinaus fanden die Ermittler eine Verlegungsliste, die bestätigt, dass Demjanjuk am 27. März 1943 an die Dienststelle Sobibor abkommandiert worden war. Etwa zur gleichen Zeit meldeten sich in Israel Überlebende des Vernichtungslagers Treblinka, die auf Fotos von Demjanjuk den als „Iwan der Schreckliche“ berüchtigten Wärter zu erkennen glaubten. Diese Aussagen bildeten die Grundlage für die spätere Auslieferung und den Prozess in Israel. John Demjanjuk wurde am 23. Juni 1981 die US-Staatsbürgerschaft aberkannt, weil er bei seiner Einreise 1952 bezüglich seines Dienstes falsche Angaben gemacht hatte.

### Prozess in Israel
Im Oktober 1983 stellte Israel ein Auslieferungsersuchen an die USA, dem am 27. Januar 1986 stattgegeben wurde. Am 25. Februar 1987 begann die Verhandlung in Jerusalem. Der Prozess wurde zu einem internationalen Medienereignis. Demjanjuk sagte aus, er sei über Jahre ein einfacher Kriegsgefangener gewesen. Angesichts der Zustände im Lager bei Chełm schien es jedoch unglaubwürdig, dass er dort so lange überlebt haben konnte. Das zuständige Bezirksgericht hielt sich deshalb an die Zeugenaussagen von fünf Überlebenden aus Treblinka und an zwei nicht ganz deutliche Erklärungen von ehemaligen SS-Angehörigen. Es hatte keine Zweifel, dass Demjanjuk der berüchtigte Treblinka-Massenmörder „Iwan der Schreckliche“ war, und verurteilte ihn am 25. April 1988 nach dem Gesetz zur Bestrafung von Nazis und Nazihelfern zum Tode.
Demjanjuk legte gegen das Urteil Berufung ein. Bei Recherchen, die durch die Auflösung der Sowjetunion möglich wurden, fanden Ermittler Aussagen von 37 in der UdSSR verurteilten Treblinka-Wächtern. Aus diesen ging hervor, dass der Nachname von „Iwan dem Schrecklichen“ im Lager Treblinka nicht Demjanjuk, sondern Martschenko gelautet hatte. Zudem stellte sich heraus, dass das dem Justizministerium der Vereinigten Staaten unterstellte Office of Special Investigations (OSI) bereits vor dem Ausbürgerungsverfahren Unterlagen zurückgehalten hatte, die darauf hindeuten, dass Iwan Martschenko und nicht John Demjanjuk „Iwan der Schreckliche“ gewesen war. Am 29. Juli 1993 sprach der Oberste Gerichtshof Israels Demjanjuk einstimmig frei. Die Richter hatten „begründete Zweifel“, dass er als „Iwan der Schreckliche“ in Treblinka tätig gewesen war. John Demjanjuk kam nach siebenjähriger Untersuchungshaft zurück in die USA, obwohl ihn das Gericht für einen Sobibor-Aufseher hielt – deswegen war er aber nicht angeklagt und auch nicht ausgeliefert worden. 1998 erhielt er seine US-Staatsbürgerschaft zurück.

### Prozess in den USA und Ausweisungsanordnung
2001 begann in den USA ein weiterer Prozess, in dem OSI-Chefermittler Edward Stutman aussagte, Demjanjuk habe während des Zweiten Weltkriegs in verschiedenen Konzentrationslagern als Wächter gedient. Dem folgte das Gericht und erkannte ihm die US-Staatsbürgerschaft am 30. April 2004 erneut ab.
Im Dezember 2005 wurde seine Abschiebung in die Ukraine angeordnet, wogegen sich Demjanjuk erfolgreich wehrte. Am 24. März 2009 gab die Einwanderungsbehörde bekannt, Kontakt mit der deutschen Regierung aufgenommen zu haben, um die für eine Auslieferung nach Deutschland notwendigen Dokumente zu erhalten. Die Staatsanwaltschaft München I warf Demjanjuk Beihilfe zum Mord an 29.000 Menschen im Vernichtungslager Sobibor vor.
Eine Abschiebung nach Deutschland versuchten Demjanjuks amerikanische Anwälte Anfang April 2009 zu verhindern. Am Ende der juristischen Auseinandersetzung wurde ein Aufschub der Auslieferung nach Deutschland durch John Paul Stevens, Richter am obersten Gericht der USA, im Mai 2009 abgelehnt.

### Ermittlungsverfahren in Italien und Polen
Demjanjuk war verdächtigt worden, als Mitglied der unter Führung von Odilo Globocnik nach Triest versetzten Einheiten im Jahr 1943 im Konzentrationslager Risiera di San Sabba Gräueltaten an Häftlingen begangen zu haben. Das Landgericht Triest stellte die Ermittlungen jedoch mit Entscheidung vom 29. April 1992 aus Mangel an Beweisen ein.
Auch in Polen war gegen Demjanjuk wegen der Tötung polnischer Staatsangehöriger durch ukrainische Wachmannschaften in den Vernichtungslagern des Generalgouvernements, insbesondere in Treblinka, ermittelt worden. Auch dieses Verfahren wurde aus Mangel an Beweisen durch das polnische Institut für nationales Gedenken / IPN / Bezirkskommission zur Strafverfolgung von Verbrechen gegen das Polnische Volk in Łódź am 19. Dezember 2007 (Aktenzeichen S 14/04/Zv) vorläufig eingestellt.

### Prozess in Deutschland

#### Vorbereitungen
Die Zentrale Stelle der Landesjustizverwaltungen zur Aufklärung nationalsozialistischer Verbrechen führte gegen Demjanjuk ein Vorermittlungsverfahren durch mit dem Ergebnis, dass er zwischen März und September 1943 als Aufseher im Lager Sobibor an der Ermordung von „mindestens 29.000 Menschen“, darunter 1.939 Deutsche, mitgewirkt habe. Anhand der Transportlisten wurden die Namen der Opfer ermittelt. Beweise dafür, dass Demjanjuk Häftlinge eigenhändig ermordet habe, gab es nicht. Sobibor war jedoch ein reines Vernichtungslager, Aufseher seien in allen Bereichen eingesetzt worden.
Die Zentrale Stelle gab im November 2008 die Akten an die Staatsanwaltschaft in München ab. Der Bundesgerichtshof bestimmte mit Beschluss vom 9. Dezember 2008 das Landgericht München II als zuständiges Gericht.
Im Februar 2009 bestätigte das Bayerische Landeskriminalamt die Übereinstimmung von Demjanjuks in den USA archivierten SS-Dienstausweises mit einer Reihe weiterer vorliegender Ausweise dieser Art. Die Münchner Staatsanwaltschaft I beantragte daraufhin am 11. März 2009 einen internationalen Haftbefehl, um eine Auslieferung nach Deutschland zu erreichen.
Demjanjuk kam am 12. Mai 2009 in einem Lazarettflugzeug aus den USA in München an. Er wurde in die Krankenabteilung der Justizvollzugsanstalt München überstellt, wo man ihm den Haftbefehl verlas. Ärzte erklärten Demjanjuk nach mehreren Untersuchungen für haftfähig. Anfang Juli 2009 wurde bekannt, dass er auch als verhandlungsfähig eingestuft wurde, die Verhandlungsdauer pro Tag aber nicht über zweimal 90 Minuten hinausgehen dürfe.
Eine Verfassungsbeschwerde wurde von der zweiten Kammer des Zweiten Senats des Bundesverfassungsgerichts nicht zur Entscheidung angenommen. Demjanjuk hatte insbesondere die Umgehung des Auslieferungsverfahrensrechts gerügt, wofür jedoch laut Bundesverfassungsgericht keine deutsche Zuständigkeit erkennbar sei.
In den Niederlanden formierten sich im April 2009 Angehörige von Opfern zu einer Gruppe, die beim Prozess in Deutschland als Nebenkläger auftrat.
Am 13. Juli 2009 erhob die Staatsanwaltschaft München I Anklage gegen John Demjanjuk wegen Beihilfe zum Mord in mindestens 27.900 Fällen.
Demjanjuks Rechtsanwalt Ulrich Busch kündigte im Oktober 2009 an, er werde Verfassungsbeschwerde gegen die geplante Verhandlung vor dem Landgericht München II einlegen, um die Freilassung seines Mandanten zu erreichen. Dieser habe in Israel über sieben Jahre Haft verbüßt, eine höhere Strafe sei in Deutschland nicht zu erwarten, da die israelische Haft angerechnet werden müsse. Damit entfalle der deutsche Strafanspruch.

#### Stellungnahmen vor Prozessbeginn
Christiaan F. Rüter, Herausgeber der kommentierten Urteilssammlung Justiz und NS-Verbrechen, äußerte Bedenken gegen die Anklageerhebung, denn ihm sei „völlig schleierhaft, wie irgend jemand, der die deutsche Rechtsprechung bis jetzt kennt, meinen kann, dass man […] Demjanjuk bei dieser Beweislage verurteilen kann.“ Rüter bezeichnete den Prozess als einen Prozess gegen „den kleinsten der kleinen Fische“ und war überzeugt: „Um Demjanjuk würde sich niemand kümmern, wäre an ihm nicht der Geruch hängengeblieben, er sei ‚Iwan der Schreckliche‘ – der er nachweislich nicht ist.“
Der Zentralrat der Juden in Deutschland hingegen begrüßte die Auslieferung und den Prozess. Seine damalige Präsidentin Charlotte Knobloch betonte, dass dieses Verfahren auch einen hohen Symbolwert habe. „Gerade für Überlebende der Shoa ist es unerträglich, mit ansehen zu müssen, wie mutmaßliche NS-Kriegsverbrecher, die keine Gnade für ihre Opfer kannten, Mitleid für sich einfordern oder gar eine Auslieferung mit Folter gleichsetzen.“
Der Nebenklägervertreter Cornelius Nestler, Ordinarius für Strafrecht an der Universität zu Köln, teilte im November 2009 mit, dass mindestens 35 Nebenkläger zugelassen würden, mehr als im ersten deutschen Auschwitzprozess 1963–1965 in Frankfurt am Main. Vier dieser Nebenkläger waren Überlebende des Vernichtungslagers Sobibor, die übrigen Angehörige von Opfern. Gegen einen der geladenen Zeugen wurden Vorermittlungen wegen des Verdachts der Beihilfe zum Mord eingeleitet: Samuel K., der im Vernichtungslager Belzec von 1941 bis 1943 als Zugwachmann arbeitete, war wie Demjanjuk einer der Trawnikis, die die SS als Gehilfen für den Massenmord im besetzten Osteuropa anwarb, und galt als „dringend verdächtig, Beihilfe zu der grausamen Ermordung von mindestens 434.000 Menschen geleistet zu haben“.

#### Beweisaufnahme
Die Hauptverhandlung unter dem Vorsitz des Richters Ralph Alt begann am 30. November 2009. Erstmals in der bundesdeutschen Justizgeschichte stand ein nichtdeutscher untergeordneter NS-Befehlsempfänger wegen Beihilfe zum Mord ohne den Vorwurf der unmittelbaren Beteiligung an einer Tötungshandlung vor einem deutschen Gericht.
Von großer Bedeutung für das Verfahren war die Aussage des Sachverständigen Dieter Pohl vom Institut für Zeitgeschichte am 13. Januar 2010. Über das Verhalten der Trawniki-Männer sei nur sehr wenig bekannt. Die ausländischen Helfer seien jedoch durchgängig am Massenmord an den Juden beteiligt gewesen. Auch als Handwerker und zu Küchendiensten seien sie eingesetzt worden. Im Fall der Flucht hätten Trawnikis mit der Todesstrafe rechnen müssen. Allerdings seien manche der Ergriffenen auch nur mit Arrest oder KZ-Haft bestraft worden. In einem Fall habe es einen gemeinsamen Fluchtversuch von zwei Trawnikis und fünf Gefangenen gegeben. Ein Gefangener und beide Trawnikis wurden von den Nazis gefasst und getötet.
Die Nebenkläger Thomas Blatt und Philip Bialowitz, jüdische Überlebende und Teilnehmer des Häftlingsaufstandes von Sobibor, wurden am 19. Januar 2010 als Zeugen vernommen. Sie waren Arbeitshäftlinge in Sobibor zu der Zeit, in der auch Demjanjuk dort als Wachmann gedient haben soll. Sie berichteten, dass die Trawniki die Häftlinge mit Bajonetten in die Gaskammern trieben und mit ihrer starken Präsenz jeden Fluchtversuch verhinderten. An Demjanjuk als Wachmann konnten sie sich jedoch nicht erinnern.
Am 2. Februar 2010 vernahm das Gericht den ehemaligen Chefermittler der Zentralen Stelle der Landesjustizverwaltungen zur Aufklärung nationalsozialistischer Verbrechen, Thomas Walther. Der eherne Grundsatz des deutschen Strafverfahrensrechts, dass eine konkrete Tat ermittelt werden müsse, lasse sich, so Walther, im speziellen Fall der industriell durchgeführten Massentötung der Nazis nicht durchhalten. Todesfabriken wie Sobibor seien eine einzigartige Situation gewesen. Deshalb sei er zu dem Schluss gekommen, „dass ich so einen Einzeltatnachweis in einer solchen Einrichtung nicht zu führen habe“.
Der Sachverständige Anton Dallmayer vom Bayerischen Landeskriminalamt sagte am 14. April 2010 zum Dienstausweis Demjanjuks aus, der als eines der zentralen Beweisstücke für Demjanjuks Dienst in Sobibor galt. Dallmayer hatte diesen Ausweis mit drei anderen Dokumenten von Trawnikis verglichen, die ihm ebenfalls von den Amerikanern übergeben worden waren. Im Vergleich mit den drei anderen Dokumenten sei der Demjanjuk-Ausweis „als authentisch“ zu bewerten. Es sei jedoch nicht auszuschließen, dass alle vier Ausweise Fälschungen seien.
Am 22. Februar 2011 verlas der Verteidiger Ulrich Busch eine Erklärung des Angeklagten. Darin kündigte Demjanjuk einen Hungerstreik an, falls eine 1400 Seiten starke Akte des russischen Geheimdienstes, die seine Unschuld belege, nicht als Beweismittel zugelassen werde. Er habe die Hungersnot unter Stalin, die deutsche Kriegsgefangenschaft, in der dreieinhalb Millionen Gefangene starben, und dann die Todeszelle in Israel mit Todesangst überlebt. „Jetzt, am Ende meines Lebens, versucht Deutschland – die Nation, die ohne Gnade und grausam Millionen unschuldiger Menschen ermordet hat – meine Würde, meine Seele, meinen Geist und mein Leben auszulöschen mit einem politischen Schauprozess und dem Versuch, mich, einen ukrainischen Bauern, für die Verbrechen, die Deutsche im Zweiten Weltkrieg verübt haben, schuldig zu sprechen.“
Die Beweisaufnahme wurde am 17. März 2011 abgeschlossen.

#### Plädoyers
Staatsanwalt Hans-Joachim Lutz forderte in seinem Plädoyer am 22. März 2011 eine Gesamtstrafe von sechs Jahren Freiheitsstrafe. Es sei erwiesen, dass Demjanjuk im Jahr 1943 bei der Ermordung von mindestens 27.900 Juden mitgewirkt habe. Die Vorwürfe seien auch ohne einzelnen Tatnachweis stichhaltig. Jede Schuld sei individuell, Zweck der Strafe sei aber auch Sühne und für eine gewisse Genugtuung bei den Opfern zu sorgen. Als strafmildernd ließ Lutz gelten, dass Demjanjuk selbst Opfer der Deutschen war und gegen seinen Willen zum Wachdienst verpflichtet wurde. Er sei Gehilfe ohne eigenen Verantwortungsbereich gewesen. Allerdings habe kein Befehlsnotstand bestanden, weil eine Flucht möglich gewesen sei.
Am 13. und 14. April 2011 hielten die Nebenkläger ihre Plädoyers. Sie berichteten vom Schicksal ihrer Familien und deren Ende in Sobibor. Der gemeinsame Anwalt der Nebenkläger, Cornelius Nestler, verzichtete in seinem Schlussvortrag auf einen Strafantrag, da jeder der Nebenkläger seine eigene Erwartung an das Strafmaß selbst vorgetragen habe.
Demjanjuks Verteidiger Ulrich Busch plädierte Anfang Mai 2011 auf Freispruch und Haftentschädigung für Demjanjuk. Busch kritisierte, dass Zeugen und Akten zugunsten Demjanjuks nicht berücksichtigt worden seien. Der Angeklagte sei nie im Lager Sobibor gewesen; für das Gegenteil gebe es keine Beweise. Jedenfalls habe er sich als Kriegsgefangener der Verpflichtung als Hilfswachmann nicht entziehen können. Demjanjuk habe schon einmal in Israel wegen einer Verwechslung achteinhalb Jahre unschuldig in Haft gesessen – davon fünf Jahre in der Todeszelle – und habe daher bereits genug gebüßt.

#### Urteil
Am 12. Mai 2011 wurde Demjanjuk wegen Beihilfe zum Mord an 28.060 Menschen zu fünf Jahren Gesamtfreiheitsstrafe verurteilt. Er habe sich als Kriegsgefangener zu einem von etwa 5000 fremdvölkischen Hilfswilligen der SS ausbilden lassen und dann von Ende März bis Mitte September 1943 als Wachmann in Sobibor gedient. Auch wenn ihm keine konkrete Tötungshandlung persönlich zugeschrieben werden könne, sei Demjanjuk dort „Teil der Vernichtungsmaschinerie“ gewesen. Die Anzahl der Opfer ergebe sich aus den Transportlisten der Deportationszüge in der Zeit seines Dienstes in Sobibor. Er hätte sich nicht an diesen offensichtlichen Verbrechen beteiligen dürfen, sondern sich bemühen müssen, zu fliehen. Das damit verbundene Risiko hätte er in Kauf nehmen müssen. In dem Prozess hatte sich Demjanjuk nicht zu den Vorwürfen geäußert, sondern sich nur in drei schriftlichen Erklärungen als Opfer der Deutschen bezeichnet.
Der Urteilsverkündung wohnten etwa ein Dutzend der mehr als 30 Nebenkläger aus den Niederlanden bei, die in Sobibor teilweise ihre gesamte Familie verloren hatten.
Das Urteil wurde nicht rechtskräftig, da Demjanjuk starb, bevor über seine Revision und die der Staatsanwaltschaft entschieden war.

### Nach der Verurteilung
Mit der Verkündung des Urteils wurde der Haftbefehl aufgehoben und Demjanjuk aus der Haft entlassen. Nach zwei Jahren Untersuchungshaft sei ihre Fortdauer für den 91-Jährigen nicht mehr verhältnismäßig. Fluchtgefahr bestehe nicht, da der Angeklagte staatenlos sei und Deutschland deshalb nicht verlassen könne. Demjanjuk lebte dann bis zu seinem Tod am 17. März 2012 in einem Pflegeheim in Bad Feilnbach.
Eine von Demjanjuk angestrengte Zivilklage wegen Verletzung seines Persönlichkeitsrechts durch eine unzulässige Presseberichterstattung wurde rechtskräftig durch Urteil des BGH vom 23. Mai 2017 abgewiesen, da Geldentschädigungen wegen Persönlichkeitsrechtsverletzungen grundsätzlich nicht vererblich sind. Ob ein Anspruch bis zum Tode Demjanjuks bestanden habe, könne daher dahingestellt bleiben.

## Demjanjuk in Roman, Film und Theater
Demjanjuks Prozess in Israel soll die Grundlage für den Film Music Box (1989) des Filmregisseurs und Drehbuchautors Constantin Costa-Gavras gewesen sein. Der gleiche Prozess diente dem US-amerikanischen Schriftsteller Philip Roth als Material für seinen 1993 erschienenen Roman Operation Shylock. Ein Bekenntnis.
Demjanjuks Leben wurde in der Dokumentation Der Fall Ivan Demjanjuk dargestellt. Die Dokumentarfilmer Frank Gutermuth, Sebastian Kuhn und Wolfgang Schoen suchten Schauplätze der Lebensgeschichte Demjanjuks auf und führten eine Reihe von Interviews, unter anderem mit dem niederländischen Ordinarius für Strafrecht Christiaan F. Rüter, dem Sobibor-Überlebenden Thomas Blatt sowie Kurt Schrimm, dem Leiter der Zentralen Stelle zur Aufklärung nationalsozialistischer Verbrechen. Der Film wurde vom Verbund der öffentlich-rechtlichen Rundfunkanstalten ARD aus Anlass des Münchner Prozesses gegen Demjanjuk in Auftrag gegeben und gesendet.
Im März 2010 war am Theater Heidelberg das 2004 in Kanada uraufgeführte Stück Die Demjanjuk-Prozesse von Jonathan Garfinkel zum ersten Mal in deutscher Sprache (und in einer vom Autor aktualisierten Version) zu sehen.
2019 stellte der Streamingdienst Netflix die fünfteilige Miniserie Der Teufel wohnt nebenan vor.

## Sonstiges
Im Jahr 2015 wurde eine private Sammlung mit mehr als 300 Fotos aus dem Besitz des SS-Untersturmführers Johann Niemann entdeckt. Niemann dokumentierte in zwei Alben und weiteren Einzelfotos seine ganze Karriere in der SS, vom Konzentrationslager Esterwegen über die Verbrechen der sogenannten „Euthanasie“ bis zur „Aktion Reinhardt“ in Belzec und Sobibor. Die Bilder zeigen Iwan Demjanjuk auf dem Lagergelände in Sobibor.
Mit Beschluss vom 20. September 2016 bestätigte der BGH die Verurteilung des SS-Unterscharführers Oskar Gröning wegen „funktioneller Beihilfe“ zum Mord. Wie Demjanjuk war Gröning eine direkte Beteiligung an einzelnen Mordtaten während seiner Tätigkeit im KZ Auschwitz nicht nachzuweisen gewesen. Vertreter der Nebenkläger erklärten, es sei wichtig, dass endlich auch die „funktionelle Beihilfe“ als Verbrechen bestraft werde. Demjanjuks Verurteilung im Jahr 2011 habe diese Wende ermöglicht.